# جان رودز (راننده مسابقه)
جان رودز (انگلیسی: John Rhodes؛ زادهٔ ۱۸ اوت ۱۹۲۷ در ولورهمپتون، استافوردشر) رانندهٔ سابق مسابقات اتومبیل‌رانی فرمول یک اهل بریتانیا است که در فصل ۱۹۶۵ در مجموع در یک گراند پری شرکت کرد، اما موفق به کسب هیچ امتیازی نشد.